# Trdnjava Lahore
Trdnjava Lahore ((zahodno)pandžabsko شاہی قلعہ‎, latinizirano: Śā'ī Qilā; urdujsko شاہی قلعہ‎, latinizirano: Śāhī Qil'ā; dob. »'Kraljeva utrdba'«) je citadela v obzidani notranjosti Lahoreja v Pandžabu v Pakistanu. Trdnjava stoji na severnem koncu obzidanega mesta Lahore in se razprostira na območju, večjem od 20 hektarjev. Vsebuje 21 pomembnih spomenikov, od katerih nekateri izvirajo iz obdobja cesarja Akbarja. Trdnjava Lahore je znana po tem, da je bila skoraj v celoti obnovljena v 17. stoletju, ko je bilo Mogulsko cesarstvo na vrhuncu svojega sijaja in bogastva.
Čeprav je bilo mesto trdnjave Lahore naseljeno že tisočletja, je bil prvi zapis o utrjeni zgradbi na tem mestu v zvezi s trdnjavo iz blatne opeke iz 11. stoletja. Temelji moderne trdnjave Lahore segajo v leto 1566 med vladavino cesarja Akbarja, ki je utrdbi podaril sinkretičen arhitekturni slog, ki je vseboval tako islamske kot hindujske motive. Za dodatke iz obdobja Šaha Džahana je značilen razkošen marmor z intarziranimi perzijskimi cvetličnimi vzorci, medtem ko je veličastna in ikonična vrata Alamgiri trdnjave zgradil zadnji od velikih mogulskih cesarjev Aurangzeb in gledajo proti sloviti mošeji Badšahi.
Po padcu Mogulskega cesarstva je bila trdnjava Lahore uporabljena kot rezidenca cesarja Randžita Singha, ustanovitelja Sikhskega imperija. Sikhi so utrdbo naredili več dodatkov. Nato je prešla pod nadzor Britanske vzhodnoindijske družbe, potem ko so priključili Pandžab po zmagi nad Sikhi v bitki pri Gudžratu februarja 1849. Leta 1981 je bila trdnjava vpisana kot Unescov seznam svetovne dediščine zaradi svojega »izjemnega repertoarja« mogulskih spomenikov iz obdobja, ko je bilo cesarstvo na svojem umetniškem in estetskem vrhuncu.

## Lokacija
Utrdba je v severnem delu starega obzidanega mesta Lahore. Vrata Alamgiri v trdnjavi so del sklopa stavb, ki skupaj z mošejo Badšahi, vrati Rošnai in samadhijem Randžita Singha tvorijo kvadrat okoli Hazuri Bagha. Minar-e-Pakistan in park Ikbal mejita na severno mejo trdnjave.

## Zgodovina

### Zgodnja zgodovina
Čeprav je znano, da je bilo mesto naseljeno že tisočletja, je izvor trdnjave Lahore nejasen in tradicionalno temelji na različnih mitih.

### Delhijski sultanat
Prva zgodovinska omemba trdnjave na tem mestu je iz 11. stoletja med vladavino Mahmuda iz Gaznija. Trdnjava je bila zgrajena iz blata in so jo leta 1241 uničili Mongoli med invazijo na Lahore. Novo trdnjavo je leta 1267 na tem mestu zgradil sultan Balban iz mameluške dinastije Delhijskega sultanata. Ponovno zgrajeno trdnjavo so leta 1398 uničile Timurjeve invazivne sile, da bi jo leta 1421 ponovno zgradil Mubarak Šah Sajid. V 1430-ih je trdnjavo zasedel šejk Ali iz Kabula. Kasneje je ostala pod nadzorom dinastije Lodi, dokler Lahoreja leta 1526 ni zavzel mogulski cesar Babur.

### Mogulska era

#### Akbarjevo obdobje
Sedanja zasnova in zgradba trdnjave segata v leto 1575, ko je mogulski cesar Akbar zasedel mesto kot postojanko za varovanje severozahodne meje imperija. Strateška lokacija Lahoreja med mogulskimi ozemlji in trdnjavami Kabul, Multan in Kašmir je zahtevala razgradnjo stare trdnjave iz blata in utrdbo s trdnimi opečnimi zidaki. Sčasoma so bile zgrajene visoke palače, skupaj z bujnimi vrtovi. Pomembne strukture iz obdobja Akbarja so vključevale Doulat Kana-e-Kas-o-Am, Džaroka-e-Daršan in vrata Akbari. Številne Akbarjeve strukture so spremenili ali zamenjali poznejši vladarji.

#### Džahangirjevo obdobje
Cesar Džahangir prvič omenja svoje spremembe na trdnjavi leta 1612, ko opisuje Maktab Kana. Džahangir je dodal tudi paviljon Kala Burdž, ki ima na obokanem stropu angele, ki jih navdihuje Evropa. Britanski obiskovalci trdnjave so opazili krščansko ikonografijo v obdobju Džahangirja s slikami Marije in Jezusa, ki so jih našli v kompleksu trdnjave. Leta 1606 je bil Guru Ardžan vere Sikh pred smrtjo zaprt v trdnjavi.
Džahangir je podaril ogromen Picture Wall, 440 m krat 15 m zid, ki je izvrstno okrašen z živahno paleto glaziranih ploščic, mozaikov iz fajanse in fresk. Na ogrodjih velikih obokanih plošč pod Džahangirjevo Khvabgah (cesarska spalnica) so azdahe ali krilati zmaji iz starodavne perzijske mitologije, podobe angelov s skodelicami, čaplje, žerjavi in druge leteče ptice. Številni prizori, prikazani na tej Picture Wall, ponazarjajo dvorno življenje mogulskih vladarjev, njihove športe in zabave. Ena najlepših plošč prikazuje štiri jezdece, ki igrajo plemenito igro Vaughan, danes znano kot polo. Najvidnejši so tisti, ki se nanašajo na boje slonov, ki so bili ena najljubših rekreacij mogulskega dvora.
Mošeja Marijam Zamani Begum je bila zgrajena ob trdnjavah vzhodnega obzidja med vladavino Džahangirja. Čeprav je mošeja verjetno služila kot petkova kongregacijska mošeja za člane kraljevega dvora, je ni financiral Džahangir, čeprav je verjetno zahtevala njegovo odobritev. Temelje te mošeje je postavila cesarica Mariam-uz-Zamani leta 1611, gradnja pa je bila dokončana na ukaz njenega sina Džahangirja v njeno čast.

#### Obdobje Šah Džahana
Prvi prispevek Šaha Džahana k trdnjavi se je začel v letu njegovega kronanja, 1628 in nadaljeval do leta 1645. Šah Džhan je najprej ukazal zgraditi Divan-i-Aam v slogu Čehel Sotun - javne dvorane za občinstvo s 40 stebri v perzijskem slogu. Čeprav se je gradnja Šah Burdž začela pod Džahangirjem, je bil Šah Džahan nezadovoljen z njegovo zasnovo in je imenoval Asifa Kana za nadzor nad obnovo. Šah Burdž tvori štirikotnik z znamenitim Šeeš Mahalom in paviljonom Naulakha. Oba sta pripisana Šahu Džahanu, čeprav je paviljon Naulakha morda poznejši dodatek, morda iz obdobja Sikhov. Moti Masjid ali Biserna mošeja iz belega marmorja prav tako izvira iz obdobja Šaha Džahana.

#### Obdobje Aurangzeb
Cesar Aurangzeb je zgradil vrata Alamgiri, katerih polkrožni stolpi in kupolasti paviljoni so splošno priznan simbol Lahoreja, ki je bil nekoč prikazan na pakistanski valuti.

### Sikhovsko obdobje
Moguli so izgubili trdnjavo v korist afganistanskih Durranijev, ti pa so trdnjavo za kratek čas izgubili v korist sil Marata, preden so jih ponovno zavzeli Durrani. Trdnjavo je nato zavzel Bhangi Misl - eden od 12 Sikh Mislov iz Pandžaba, ki so vladali Lahoreju od leta 1767 do 1799.

#### Obdobje Randžita Singha
Trdnjava je pripadla vojski Randžita Singha, ki je leta 1799 zavzel Lahore pred Bhangi Mislom. Med okupacijo so Sikhi trdnjavo naredili veliko dodatkov in njene dele preuredili za lastno uporabo. Slavni vrt Hazuri Bagh in njegov osrednji baradari sta bila zgrajena med sikhovsko vladavino v počastitev maharadžovega zajetja diamanta Koh-i-Noor. Randžit Singh je uporabljal Poletno palačo v trdnjavi kot lastno rezidenco, medtem ko je bila mošeja Moti preurejena v gurdvaro, imenovano Moti mandir in kasneje uporabljena kot kraljeva zakladnica. Paviljon Sehdari ali paviljon s tremi vrati je bil v tem obdobju dodan trdnjavi, kot tudi paviljon Ath dara ali paviljon z osmimi vrati. Med vladavino Sikhov sta bila v trdnjavi zgrajena tudi tempelj Naag in Loh, medtem ko je bil Mai Džindan Haveli obsežno spremenjen. Dodan je bil tudi Kharak Singh Haveli. V tem času je bilo zgrajeno severno zunanje obzidje trdnjave, vzporedno s Picture Wall.
Divan-i-Aam v trdnjavi je bil uničen leta 1841, ko je sin Randžita Singha, Šer Singh, bombardiral trdnjavo v boju proti Čandu Kaurju. Starejši sin in naslednik maharadže Randžita Singha, Kharak Singh, se je rodil v trdnjavi njegovi ženi Maharani Datar Kaur. Najmlajši sin Randžita Singha, maharadža Duleep Singh, se je rodil v trdnjavi Mai Džindan Haveli leta 1838. Duleep Singh je leta 1847 podpisal Bhyrovalsko pogodbo, ki je dejansko končala sikhski imperij. Trdnjava in mesto sta ostala pod nadzorom družine Randžita Singha do padca imperija Sikhov leta 1849.

### Moderna doba
Britanci so trdnjavo zasedli po osvojitvi Lahoreja in naredili več sprememb, predvsem s pretvorbo obstoječih stavb za kolonialno uporabo, vključno z bolnišnicami in vojašnicami za britansko vojsko. Izkopavanja leta 1959 pred Divan-i-Amom so pripeljala do odkritja zlatega kovanca iz leta 1025 n. št., ki je pripadal Mahmudu Ghaznaviju. Kovanec je bil izkopan na globini 7,6 m. Kulturne plasti so bile neprekinjene do globine 4,6 m, kar kaže na to, da so trdnjavo naseljevali ljudje že pred njegovo osvojitvijo. Drugi predmeti iz predmogulskega obdobja, ki so bili odkriti med izkopavanjem, so vključevali terakoto, ki prikazuje boginjo mater, konje, bike in druge figure hindujskega izvora. Leta 1981 je UNESCO trdnjavo skupaj z mogulskim vrtom v Šalimarju uvrstil na seznam svetovne dediščine.
Med polaganjem dotrajanega dna Akbarijevih vrat aprila 2007 so odkrili tri nadstropja v trdnjavi, ki pripadajo britanskemu, sikhskemu in mogulskemu obdobju. Tla so bila zgrajena z opeko, žgano opeko in kamenčki. Slednji, zgrajen v obdobju Džahangirja ali Šah Džahana, je bil zaščitni znak Mogulov.

## Lega
Trdnjava je razdeljena na dva dela: prvi je upravni del, ki je dobro povezan z glavnimi vhodi in vključuje vrtove in Divan-e-Khas za kraljevo avdienco. Drugi, zasebni in skrit stanovanjski del, je razdeljen na dvorišča na severu in dostopen skozi slonja vrata. Vsebuje tudi Šeeš Mahal, prostorne spalnice in majhne vrtove. Zunanje stene so okrašene z modrimi perzijskimi ploščicami Kaši. Prvotni vhod je obrnjen proti mošeji Marjam Zamani, večja vrata Alamgiri pa se odpirajo proti Hazuri Baghu skozi veličastno mošejo Badšahi. Vpliv hindujske arhitekture je viden v zoomorfnih zavihkih.

## Glavne strukture

### Kvadrat Šah Burdž
Paviljon Naulakha je ikonična znamenitost trdnjave Lahore, zgrajene leta 1633 v obdobju šaha Džahana, ki je narejena iz izrazitega belega marmorja in je znana po značilni ukrivljeni strehi. Stal je okoli 900.000 rupij, an exorbitant amount at the time. kar je bil takrat pretiran znesek. Struktura je dobila ime iz urdujske besede za 900.000 Naulakha.
Paviljon Naulakha je služil kot osebna soba in je stal zahodno od Šeeš Mahala, v severnem delu trdnjave. Paviljon je služil kot navdih za Rudyarda Kiplinga, ki je svoj dom v Vermontu poimenoval Naulakha v čast paviljona.
Struktura je bila prvotno okrašena z dragimi in poldragimi kamni. Odseva mešanico sodobnih tradicij v času njegove gradnje, s poševno streho, ki temelji na bengalskem slogu in baldahinom iz Evrope, kar kaže na cesarsko in versko funkcijo paviljona. Marmorni senčniki paviljona so okrašeni s cinami, da skrijejo pogled z zemljišča.

### Picture Wall
Cesar Džahangir je ukazal zgraditi masivni Picture Wall, ki velja za največjo umetniško zmago trdnjave Lahore. Za razliko od Rdeče trdnjave in utrdbe Agra je bilo obzidje trdnjave Lahore izdelano iz opeke in ne iz rdečega kamna. Monumentalna slikovna stena je velik del zunanje stene, ki je izvrstno okrašena z živahno paleto glaziranih ploščic, mozaikov iz fajanse in fresk.
Okrašeno obzidje se razteza čez večji del severnega in zahodnega obzidja trdnjave in meri približno 440 m krat 15 m. Stena vsebuje 116 plošč, ki prikazujejo nešteto tem, vključno s slonjimi boji, angeli in polo igrami, ki ne tvorijo kohezivne pripovedi; vsako si je mogoče ogledati ločeno. Čeprav se je začel pod Džahangirjem, je bil slikovni zid okrašen v 1620-ih letih in je bil morda dokončan pod vladavino njegovega sina Šaha Džahana.
Picture Wall je bila močno zanemarjena, propadala je in bila poškodovana. Konservatorska dela na tem mestu sta leta 2015 začela Sklad Aga Khan za kulturo in oblast obzidanega mesta Lahore, ki sta skupaj obnovila tudi druge znamenitosti Lahoreja, kot sta mošeja Vazir Kana in Šahi Hamam. Julija 2016 je bila dokončana podrobna dokumentiranje zidu s 3D skenerjem, nato pa so se začela konservatorska dela.

### Šeeš Mahal
Šeeš Mahal ('Palača ogledal'; urdu: شیش محل) je znotraj Džahangirjevega bloka Šah Burdž v severozahodnem vogalu trdnjave Lahore. Pod vladavino mogulskega cesarja Šaha Džahana v letih 1631–32 jo je zgradil Mirza Ghiyas Begh, dedek Mumtaza Mahala in oče Nur Džahana. Stene paviljona iz belega marmorja so okrašene s freskami in intarzijami s pietra dura in kompleksnim ogledalom, znanim kot Āina-kāri. Je med najbolj znanimi spomeniki trdnjave Lahore in tvori dragulj v kroni trdnjave. Prepoznaven slog Šaha Džahanija se odraža v obsežni uporabi belega marmorja in hierarhičnih poudarkih konstrukcije.
Šeeš Mahal je bila rezervirana za osebno uporabo cesarske družine in bližnjih sodelavcev. V času imperija Sikhov je Šah Burdž postal najljubši kraj Randžita Singha, ki je na vrhu Šeeš Mahala zgradil harem. To je bil tudi kraj, kjer je razstavljal svojo dragoceno lastnino, Koh-i-Noor.

### Poletna palača
Neposredno pod kvadratom Šeeš Mahalom in Šah Burdž je Poletna palača, znana tudi kot Pari Mahal ali 'Pravljična palača'. Palača je labirint dvoran, ki izvirajo iz obdobja Šah Džahana. Uporabljali so jih kot rezidenco v vročih mesecih, saj so jih hladili učinkoviti prezračevalni sistemi, ki so v palačo usmerjali hladen vetrič. Talni sistem palače je prav tako pomagal ohladiti prostor - njena tla so bila narejena iz dveh plasti, ki sta bili ločeni s plastjo vode, črpane iz reke Ravi. Hladna voda, odišavljena z vrtnicami, je tekla skozi dodelan sistem 42 slapov in kaskad po vsej palači.
Palača je bila zgodovinsko dostopna le iz zgornjega Šeeš Mahala, čeprav so Britanci zgradili nov vhod blizu Hathi Pula ali 'slonjih stopnic'. Njene stene so bile okrašene z zapletenimi freskami in marmornimi vložki, ki so bili močno pokvarjeni zaradi plasti naknadnega beljenja in stoletij vlage. Obstajajo tudi prehodni tuneli, ki vodijo od palače do zunanjosti trdnjave, kjer je nekoč tekla reka Ravi, kar nakazuje, da je morda bil del tunela za pobeg, zasnovanega tako, da bi stanovalcem omogočil beg v primeru napada.
Poletna palača je ostala v uporabi v obdobju sikhov pod vladavino Randžita Singha. Po porazu sikhskega imperija v drugi anglo-sikhski vojni je šel v roke Vzhodnoindijske družbe in leta 1858 v roke britanskega Raja ter njegovih imenovanih agentov in izvršiteljev.
Od začetka druge svetovne vojne je bila Poletna palača uporabljena kot skladišče britanskega oddelka za civilno obrambo in je ostala v uporabi Pakistana do leta 1973. Na konstrukcijsko celovitost stavbe je vplivala njena uporaba kot skladišče. Od leta 2014 je oblast obzidanega mesta Lahore prevzela nadzor nad prostorom, da bi lahko začela obnovitvena dela s skladom Aga Khan za kulturo. Po obnovi bo v prostoru muzej trdnjave Lahore.

### Athdara
Āth darā, dvignjen paviljon z osmimi odprtinami, je zgradil maharadža Randžit Singh za svoje dvorišče. Je blizu vrat štirikotnika Šah Burdž in si z njim deli zid. Struktura je izdelana iz marmorja in rdečega peščenjaka. Strop je okrašen z barvitim ogledalom, na notranjih stenah pa so prisotne freske v slogu Kangra, ki prikazujejo Krišno.

### Khilvat Kana
Khilvat Kana je zgradil Šah Džahan leta 1633 vzhodno od paviljona Šah Burdž in zahodno od štirikotnika Šah Džahan. Bila je rezidenca kraljevih dvornih dam. Podstavek in okvirji vrat so iz marmorja z ukrivljeno streho.

#### Kala Burj
V severozahodnem kotu Khilavat Kana stoji Kala Burdž ('Črni paviljon'). Paviljon je najpomembnejši od dodatkov trdnjave Lahore iz obdobja Džahangirja. Obokani stropi v paviljonu prikazujejo slike angelov v slogu pod evropskim vplivom, ki simbolizirajo virtuoznost kralja Salomona, ki velja za idealnega vladarja v Koranu, in vladarja, s katerim se je Džahangir identificiral. Angeli, ki usmerjajo džine, so naslikani na ploščicah na stropu, ki prav tako omenjajo kralja Salomona. Kala Burdž je bil uporabljen kot poletni paviljon.

#### Lal Burdž
V severovzhodnem kotu Khilavat Kana stoji Lal Burdž ('Rdeči paviljon'). Tako kot bližnji Kala Burdž je bil Lal Burdž zgrajen med vladavino DŽahangirja, čeprav je bil dokončan med vladavino Šaha Džahana. Lal Burdž je bil osmerokotne oblike uporabljen kot poletni paviljon. Ima glavna okna, ki se odpirajo proti severu, da ujamejo hladen vetrič. Notranje freske izvirajo večinoma iz obdobja Sikhov, skupaj s celotnim zgornjim nivojem, ki je bil prav tako dodan v obdobju Sikhov.

### Kvadrat Šaha Džahana
Zbirka stavb, ki obkrožajo kvadrat med Džahangirjevim kvadratom in Khilawat Khano, se imenuje kvadrat Šaha Džahana.

#### Divan-i-Khas
Divan-i-Khas je kraj, kjer bi se cesar udeležil državnih zadev. V nasprotju z Divan-i-Aamom je Divan-i-Khas služil kot dvorana, kjer je cesar obravnaval državne zadeve in kjer so sprejemali dvorjane in državne goste.  Dvorana je bila prizorišče dovršene predstave, s procesijami, dolgimi do eno uro, pred vsako sejo občinstva.

#### KhvabgahŠaha Džahana
Khvabgah je bila spalnica Šaha Džahana. Zgradil jo je šah pod nadzorom Vazir Kana leta 1634 med njegovim prvim obiskom mesta. Pet spalnih komor je postavljenih v eno vrsto. Sobe imajo izrezljane marmorne zaslone in so okrašene z intarziranim belim marmorjem in freskami. To je prva stavba, ki jo je zgradil Šah Džahan v trdnjavi. Trenutno so njeni okraski izginili, razen sledu marmorja, ki je nekoč morda krasil fasado.

### Džahangirjev kvadrat
Džahangirjev kvadrat zavzema severovzhodni vogal trdnjave. Čeprav je bila poimenovana po Džahangirju, se je gradnja na mestu začela med vladavino Akbarja, vendar je bila dokončana leta 1620 pod Džahangirjem. V kvadratu je opazen Akbarjev sinkretični slog, saj uporablja nosilce stebrov, izrezljane v obliki živali. Postavitev kvadrata se razlikuje od drugih mogulskih kvadratov, ki temeljijo na postavitvi perzijskega rajskega vrta in je namesto tega sestavljena iz koncentričnih pravokotnikov z vodnjakom v središču.

#### Divan-i-Aam
Divan-i-Aam je zgradil Šah Džahan leta 1628 v vidnem delu trdnjave neposredno južno od Džahangirjevega kvadrata. Zgrajen je bil v slogu Čehel Sotun - javne dvorane s 40 stebri v perzijskem slogu, v slogu, podobnem Divan-i-Aamu v trdnjavi Agra. Divan-i-Aam je bil uporabljen kot dvorana za cesarje, kjer so imeli avdience.
Divan-i-Aam je bil uničen leta 1841, ko je sin maharadže Randžita Singha Šer Singh bombardiral utrdbo v boju proti maharani Čand Kaur, ženi maharadže Kharaka Singha. Sedanjo stavbo so zgradili Britanci leta 1849 po zmagi proti Sikhom.

#### Kharak Singh Haveli
Kharak Singh Haveli je bil haveli Kharaka Singha, dediča Randžita Singha. Leži na jugovzhodu Džahangirjevega kvadrata. Kasneje so ga zasedli Britanci in ga uporabljali kot poveljniške prostore oziroma hišo za služabnike. Trenutno je v njej arheološki geodetski urad.

#### Džahangirjev khvabgah
Džahangirjev kvadrat na severnem robu meji na Džahangirjeve spalne prostore, Bari Khvabgah, ki je bil v veliki meri rekonstruiran v britanski dobi.

#### Paviljon Sehdari
Paviljon Sehdari iz obdobja Sikhov ali 'paviljon s tremi vrati' je vzhodno od Bari Khwabgah. Drugi paviljon Sehdari je bil zahodno od Bari Khwabgah, vendar je bil pozneje v britanskem obdobju uničen. Preživeli paviljon je bil uporabljen kot pisarna Fakirja Sjeda Noor-ud-dina, zaupanja vrednega guvernerja Randžita Singha. Arhitekturni slog paviljona Sehdari je značilen za obdobje Sikhov. Freske, ki krasijo paviljon, prikazujejo cvetlične motive, ptice in hindujske verske teme.

### Maktab Khana
Maktab Khana ('Uradniška četrt'), prvotno znana kot Davlat Khana-e-Džahangir, je bila zgrajena leta 1617 pod nadzorom Mamur Kana med vladavino Džahangirja kot sklop samostanov v bližini mošeje Moti Masjid. Zasnoval ga je Khavaja Džahan Mohamed Dost in je bil uporabljen kot prehod v dvorano za avdience iz palač na severu. Uradniki v Maktab Khani so tudi zabeležili vstop gostov v utrdbo. Na vsaki od štirih strani ima ivane v perzijsko-timuridskem slogu. Vsak ivan je obdan z loki.

### Moti Masjid
Moti Masjid (urdujsko موتی مسجد‎), ena izmed 'bisernih mošej', je mošeja iz obdobja Šah Džahana, ki stoji na zahodni strani trdnjave Lahore, bližje vratom Alamgiri. Stoji v severozahodnem kotu Devan-e-Aama. Struktura iz belega marmorja je med njegovimi vidnimi razširitvami (kot sta paviljon Šeeš Mahal in Naulakha) k kompleksu trdnjave Lahore. Moti v Urdujščini pomeni 'biser', ki označuje zaznano dragocenost verske strukture. Med mogulskimi cesarji je bila ustaljena praksa, da so mošeje poimenovali po splošnih imenih za drage kamne. Mošeja, zgrajena med letoma 1630–35, ima tri kupole, dve ladji s petimi odprtinami in rahlo dvignjen osrednji pishtak ali portal s pravokotnim okvirjem. Ta petoločna fasada jo razlikuje od drugih mošej podobnega razreda s triločnimi pročelji. Notranjost je preprosta, z izjemo stropov, ki so okrašeni in zasnovani v štirih različnih redih, dveh ločnih in dveh trabeiranih.
Po propadu Mogulskega cesarstva je bila mošeja spremenjena v sikhski tempelj in preimenovana v Moti Mandir v obdobju sikhske vladavine pod sikhsko konfederacijo Randžita Singha. Kasneje je stavbo uporabil za državno blagajno. Ko je Vzhodnoindijska družba leta 1849 prevzela Pandžab, so odkrili drage kamne, zavite v koščke cunj in dane v žametne denarnice, raztresene znotraj mošeje, skupaj z drugim inventarjem.

### Vrata
Mogulski cesar Akbar je zgradil dvoja vrata. Vrata Akbari so bila zgrajena leta 1566 in se zdaj imenujejo vrata Maseeti.
Vrata Alamgiri, ki so na zahodnem koncu trdnjave, so vhod v trdnjavo Lahore. Zgradil jih je mogulski cesar Aurangzeb leta 1674. Ima dva polkrožna bastijona, katerih dno krasi lotosov cvetni list. Odpira se proti Hazuri Baghu in gleda proti mošeji Badšahi. Vrata so eden najbolj ikoničnih spomenikov Lahoreja in so bila nekoč prikazana na pakistanski valuti.
Obnovitvena dela je marca 2020 zaključila Aga Khan Cultural Service Pakistan s financiranjem kraljevega norveškega veleposlaništva, oblasti Walled City of Lahore in Aga Khan Trust for Culture.

### Tempelj Naag
Tempelj Naag je sikhski tempelj, ki ga je zgradila Čand Kaur, žena Kharaka Singha, snahe takrat vladajočega maharadže Randžita Singha. Tempelj je kvadratnega tlorisa in zgrajen na dvignjeni ploščadi. Zunanje stene so prekrite s freskami. Tempelj ima tudi kupolo v obliki lubenice. Lokacija je trenutno zaprta za javnost, da se prepreči nadaljnje propadanje.

### Mai Džindan Haveli
Mai Džindan Haveli je neznanega izvora in se domneva, da je mogulska struktura, vendar se pripisuje Mai Džindan, Čand Kaur zaradi obsežnih dodatkov s strani Sikhov. To je dvonadstropna stavba, v kateri je trenutno galerijski muzej Sikhov.

## Ohranjanje
Leta 1980 je vlada Pakistana nominirala trdnjavo za vključitev na Unescov seznam svetovne dediščine na podlagi meril i, ii in iii skupaj z vrtovi Šalimar. Na petem zasedanju v Sydneyju oktobra 1981 je odbor za svetovno dediščino dodal oba spomenika na seznam.
Leta 2000 je Pakistan poslal organizaciji pismo, da bi obe mesti vključili na Seznam ogrožene svetovne dediščine in zaprosil za pomoč pri obnovi poškodovanega dela zunanjega obzidja in hidravličnih del vrtov Šalamar. Aprila 2006 so poročali, da so uradniki pozvali UNESCO, naj črta ime utrdbe s seznama ogrožene svetovne dediščine zaradi obsežnih obnovitvenih del, ki so jih financirali Norveška, Hong Kong, Združeno kraljestvo in Francija. Restavratorski projekti so vključevali dela na Šeeš Mahalu, vratih Alamgiri in Hazuri Bagh. Po letih obsežnih obnovitvenih in restavratorskih del so bili trdnjava in vrtovi Šalimar junija 2012 odstranjeni s seznama ogroženih.
Čeprav je Unesco leta 1990 arheološkemu oddelku Pandžaba ukazal, naj prepove uporabo utrdbe za državne ali zasebne funkcije zaradi zgodovinskega pomena, je bil 23. decembra 2010 v nasprotju s tem organiziran poročni sprejem. Zakon o starinah iz leta 1975, ki prepoveduje uporabo zgodovinskih krajev, da bi jih zaščitili pred poškodbami, je bil naslednji mesec kršen z gostitvijo večerje v Divan-i-Khas.
Konservatorska dela na Picture Wall so se začela leta 2015 s strani Aga Khan Trust for Culture in Walled City of Lahore Authority. Dokumentacija zidu s 3D skenerjem je bila končana julija 2016,  nato pa so se začela konservatorska dela.

## Upravljanje
V skladu z zakonom o lokalni upravi Pandžaba iz leta 2017 Šahi Kila deluje tudi kot sindikalni svet v coni Ravi.